# Некипелов, Александр Дмитриевич
Алекса́ндр Дми́триевич Некипе́лов (род. 16 ноября 1951, Москва) — советский и российский экономист, специалист в области теории функционирования и управления экономическими системами. Академик РАН с 29 мая 1997 года по Отделению экономики (управление в социальных и экономических системах). Вице-президент Российской академии наук (с 2001 по 2013 годы). С апреля 2011 г. по 17 июня 2015 г. — председатель Совета директоров ПАО НК «Роснефть». Председатель экспертной комиссии РСОШ по экономике и управлению.

## Биография
Окончил экономический факультет МГУ (1973).
В 1973—1981 годах работал в Институте экономики мировой социалистической системы АН СССР. В 1976 году защитил кандидатскую диссертацию «Критика буржуазной трактовки международной социалистической кооперации труда».
Работал в посольстве СССР в Румынии вторым и первым секретарём (1981—1985), возглавлял экономическую группу.
В 1985 году стал главой сектора международных экономических и политических исследований ИЭМСС АН СССР[уточнить]. В 1989 году защитил докторскую диссертацию «Механизм социалистической интеграции».
В 1990 году стал заместителем директора, с 1998 по 2001 год был директором Института международных экономических и политических исследований РАН. Главный редактор «Новой российской энциклопедии» (с 2003), член редколлегий журналов «Вестник Российской академии наук» и «Вопросы экономики».
В мае 2013 года баллотировался на пост президента РАН и занял третье место, получив 143 голоса из 1313 возможных.
В настоящее время преподаёт микро- и макроэкономику, финансовый менеджмент в Высшей школе приватизации и предпринимательства, Школе-студии МХАТ и Московском институте экономики и права им. А. С. Грибоедова. Директор-организатор Московской школы экономики МГУ, член Учёного совета МГУ.
11 апреля 2011 года избран председателем Совета директоров ОАО «НК „Роснефть“». Также является членом Советов директоров нефтяных компаний ОАО «Зарубежнефть» и ОАО «АК „Транснефть“». Входит в состав научно-экспертного совета при Председателе Совета Федерации Федерального собрания РФ и Научного. совета при Совете безопасности РФ.

## Награды
- Орден «За заслуги перед Отечеством» IV степени (27 ноября 2006 года)[6]
- Орден Почёта (20 апреля 2010 года)[7]
- Орден Александра Невского (27 февраля 2023 года)
- Медаль ордена «За заслуги перед Отечеством» II степени (4 июня 1999 года)[8]
- Почётная грамота Президента Российской Федерации (22 ноября 2011 года) - за заслуги в области экономики и многолетнюю плодотворную деятельность[9]
- Почетный доктор СПбГУП с 2009 года

## Научная деятельность
Автор более 200 научных публикаций. Область исследовательских интересов — общие вопросы экономической теории, проблемы теории функционирования и управления экономическими системами, сравнительного анализа трансформации в странах Центральной и Восточной Европы. Обосновал положение о невозможности действия рыночного механизма в отношениях между странами с централизованно управляемой экономикой.
В годы кардинальных экономических преобразований на постсоветском пространстве А. Д. Некипелов много внимания уделял их теоретическому осмыслению, выступал за комплексный подход к реформам с целью минимизации социальных и экономических издержек. Связывал стагфляционные процессы в странах постсоциалистического пространства со структурным шоком, с которым они неизбежно сталкивались. Выступил с собственной трактовкой причин финансового кризиса в России (1998); разработал оригинальную модель перевода активов государственной собственности в рыночный режим функционирования. В ряде работ обосновывал необходимость проведения активной государственной политики в промышленной и социальной сферах.

## Критика
В декабре 2009 года профессор РЭШ Константин Сонин обвинил Некипелова в обильном заимствовании, в том числе в одном случае без ссылки на источник. Сонин утверждал, что монография Некипелова «Становление и функционирование экономических институтов: от „робинзонады“ до рыночной экономики, основанной на индивидуальном производстве» представляет собой компиляцию «двух магистерских учебников по экономике двадцатилетней давности». В газете «Троицкий вариант» Сонин провёл подробный анализ монографии с указанием конкретных заимствований. Его вывод, что «научного вклада, с точки зрения современной институциональной экономики нет никакого». Комментарий к материалу Сонина был размещён также в русской версии журнала Форбс. Некоторые другие учёные, например член-корреспондент РАН Руслан Гринберг, отвергли выводы Сонина. Сам Некипелов также отверг выдвинутые претензии и считает эту критику заказной и не связанной с данной конкретной работой.
В феврале 2010 года Президиум РАН принял официальное постановление в поддержку А. Д. Некипелова. В постановлении, в частности, говорилось, что научная экспертиза публикаций в ряде СМИ по поводу монографии Некипелова «Становление и функционирование экономических институтов. От „робинзонады“ до рыночной экономики, основанной на индивидуальном производстве», проведённая в Отделении общественных наук РАН, «со всей очевидностью показала, что содержащиеся в них обвинения в масштабном заимствовании и плагиате, отсутствии в работе оригинального содержания не имеют под собой никаких оснований». В приложении к постановлению был приведён текст экспертного заключения, подписанного пятью академиками и одним членом-корреспондентом РАН.

## Основные произведения
- Дыза О. А., Некипелов А. Д. Взгляды буржуазных экономистов на мировое социалистическое хозяйство и методологические основы их критики. Науч. докл. — М., 1976. — 121 с. — (АН СССР. Ин-т экономики мировой соц. системы).
- Некипелов А. Д. Критика буржуазной трактовки международной социалистической кооперации труда: Автореф. дис. на соиск. учен. степени канд. экон. наук (08.00.15). — М.: Изд-во Моск. ун-та, 1976. — 25 с.
- Некипелов А. Д. Методологические проблемы анализа мирового социалистического хозяйства. — М.: Наука, 1979. — 167 с.
- Некипелов А. Д. Механизм социалистической интеграции: Полит.-экон. аспект. Автореф. дис. на соиск. учен. степ. д-ра экон. наук (08.00.15) / АН СССР, Ин-т экономики мировой соц. системы. — М., 1989. — 41 с. Библиогр.: с. 38-41 (16 назв.)
- Некипелов А. Д. Очерки по экономике посткоммунизма. — М.: ЦИСН, 1996. — 340 с.
- Nekipelov A. D. Management of Public Holdings // The new Russia: Transition gone awry / ed. by Lawrence R. Klein and Marshall I. Pomer. Stanford University Press, 2001. pp. 393–402.
- Некипелов А. Д. Становление и функционирование экономических институтов: от «робинзонады» до рыночной экономики, основанной на индивидуальном производстве. — М.: Экономистъ, 2006.